# Janie Gets Married
Janie Gets Married is een Amerikaanse filmkomedie uit 1946 onder regie van Vincent Sherman.

## Verhaal
Dick Lawrence en Janie Conway hadden zich het huwelijksleven anders voorgesteld. Dick werkt als redacteur voor de krant van zijn schoonvader, maar hij krijgt nooit de kans om zijn schrijverstalenten te ontplooien. Janie doet intussen het huishouden, terwijl haar moeder en schoonmoeder haar op de vingers zien. De toestand verbetert er niet op, wanneer Dick een makker uit het leger uitnodigt om bij hen te komen logeren. Die makker blijkt namelijk een vrouw te zijn.

## Rolverdeling
| Acteur            | Personage         |
| ----------------- | ----------------- |
| Joan Leslie       | Janie Conway      |
| Robert Hutton     | Dick Lawrence     |
| Edward Arnold     | Charles Conway    |
| Ann Harding       | Lucille Conway    |
| Robert Benchley   | John Van Brunt    |
| Dorothy Malone    | Sergeant Lee      |
| Richard Erdman    | Luitenant Nolan   |
| Clare Foley       | Elsbeth Conway    |
| Donald Meek       | Harley P. Stowers |
| Hattie McDaniel   | April             |
| Barbara Brown     | Thelma Van Brunt  |
| Margaret Hamilton | Mevrouw Angles    |
| Ann Gillis        | Paula Rainey      |
| Ruth Tobey        | Bernadine Dodd    |
| William Frambes   | Hackett           |